# 维克托·萨布罗维奇·西山
维克托·萨布罗维奇·西山（俄语：Виктор Сабурович Нисияма），日文名西山莊吉（日语： Nishiyama Sōkichi，1945年1月21日—2005年5月6日），是一位日裔俄罗斯人政治人物，曾担任萨哈林州托马里地区的行政首长。

## 家庭背景
他的父母在1936年来到库页岛，父亲是煤矿工人，后来家族从事农业拓殖。1945年1月21日，出生于大日本帝国占领下的桦太厅本斗郡好仁村南名好（今萨哈林州西南部涅韦尔斯克附近），他是七个兄弟姐妹中的老么。出生后不久，苏联即占领了该地区。1946年，美苏缔结协定，库页岛的日本人开始遣返回日本，而这家人选择留下，搬到了库页岛中南部的托马里。

## 成长经历
他成年后参加苏军，在特种部队工作，从事无线电技术工作。他于1976年入读南萨哈林斯克国立教育大学，即现在的萨哈林国立综合大学地理系。毕业后在托马里市做地理老师、生物老师。后来苏联解体，他抓住机会建立了制糖公司。西山家族崛起，成了库页岛有名的实业家族，并开始涉足政治。2004年10月10日，他以45%的得票率（投票率60%）当选托马里地区（下辖托马里市和两个村）的行政首长。

## 家庭
他的妻子是滞留库页岛朝鲜族，是日本在二战时期从朝鲜半岛强征的劳工后裔。从苏军退役后，他们结婚，生了两个女儿。大女儿因癌症英年早逝，二女儿成家，生下一女。

## 死亡
2005年5月6日，他突发脑溢血去世。

## 政治活动
他是俄罗斯极右翼政党俄罗斯自由民主党的党员，他是当地自民党部的负责人。
对于俄日南千岛群岛的领土争端，他完全支持俄罗斯立场，拒绝向日本退让。但是他积极从事日俄友好的活动，促成被遣返的原桦太日本人回乡凭吊，日本人赴库页岛旅游，2001年日本在南萨哈林斯克设立总领事馆等事。
在俄罗斯统治下的南库页岛，残留的日裔能担任地方首长，他们家族在当地还有一定的威望，引发日本媒体的关注。他当选的时候，同样是日裔的秘鲁前总统阿尔韦托·藤森还祝贺了他，跟他有一些私交。